# Jos Van Eynde
Theophile Joris (Jos) Van Eynde est un homme politique belge né le 4 janvier 1907 à Berchem et mort le 22 mars 1992 à Anvers.
Van Eynde a été journaliste et rédacteur en chef du quotidien anversois Volksgazet. Il fut conseiller communal de Berchem à partir de 1958 et député de l'arrondissement d'Anvers à partir de 1946.
De 1971 à 1973, il fut coprésident du Parti socialiste belge avec Edmond Leburton, puis de 1973 à 1975 avec André Cools.
En 1969, Jos Van Eynde a été nommé ministre d'État.